# Mikroexpression
Mikroexpressionen, auch Mikromimik genannt, sind flüchtige Gesichtsausdrücke, die Sekundenbruchteile dauern. Sie werden zumeist als Ausdruck der sieben universellen Emotionen Ekel, Ärger, Angst, Traurigkeit, Freude, Überraschung und Verachtung beschrieben.
Mikroexpressionen können willentlich nur schwer unterdrückt werden. Sie können als Hinweise dienen, Lügner zu entlarven. Dazu kann ein Beobachter geschult werden, sie zu erkennen. Auch lassen sich Zeitlupenaufnahmen des Gesichts verwenden. Laut Gehirnforscher Wolf Singer können Menschen, die in Meditation geschult sind, Mikroexpressionen besonders gut erkennen.

## Geschichte der Erforschung
Mikroexpressionen wurden zuerst von Ernest A. Haggard und Kenneth S. Isaacs beschrieben. In ihrer Studie von 1966 führten sie aus, wie sie diese „Mikromomente“ des Ausdrucks entdeckten, während sie „Filme von Psychotherapiesitzungen durchforsteten, auf der Suche nach Anzeichen von nonverbaler Kommunikation zwischen Patient und Psychotherapeuten.“
In den 1960er Jahren leistete William S. Condon Pionierarbeit am Studium von Interaktionen. In seinem anderthalb Jahre dauernden Forschungsprojekt untersuchte er einen viereinhalb Sekunden kurzen Film Bild für Bild. Auf diese Art identifizierte er interaktionale Mikrobewegungen. So beschrieb er beispielsweise das Muster, nach dem eine Frau ihre Schulter bewegt, während ihr Ehemann seine Hand auf sie zubewegt, und fasste diese kombinierten Ergebnisse in Mikrorhythmen zusammen.
Jahre nach der Condon-Studie begann der amerikanische Psychologe John Gottman anhand von Video-Aufnahmen von Liebespaaren zu untersuchen, wie diese interagieren. Gottman konnte durch das Studium der Mimik der Teilnehmer eine Vorhersage darüber treffen, ob eine Beziehung andauern würde oder nicht.
Gottmans Paper von 2002 erhebt allerdings keinen Anspruch auf Genauigkeit in Bezug auf die binäre Klassifizierung (Beziehung bleibt bestehen oder bleibt nicht bestehen), sondern ist stattdessen eine Regressionsanalyse eines Zwei-Faktoren-Modells, bei dem die Hautleitfähigkeit und die Kodierung der mündlichen Erzählungen die beiden einzigen statistisch signifikanten Variablen sind.
Sehr bekannt und gebräuchlich für die Gesichtsausdrucksanalyse ist das im Jahr 1978 erstmals von Paul Ekman und Wallace Friesen publizierte Kodierungsschema FACS.

## Wizards-Projekt
Die meisten Menschen scheinen Mikroexpressionen weder an sich noch an anderen erkennen zu können. Im Wizards-Projekt, zuvor Diogenes-Projekt, studierten Paul Ekman und Maureen O’Sullivan erstmals im Jahre 2006 die Fähigkeit der Menschen zur Täuschung. Von den Tausenden getesteten Menschen waren nur einige wenige in der Lage, genau festzustellen, wann jemand lügt. Die Wizards-Projekt-Forscher nannten diese Leute „Wahrheits-Zauberer“ (engl. Truth Wizards). Bis heute hat das Projekt Wizards etwas über 50 Menschen mit dieser Fähigkeit nach dem Test identifiziert (von fast 20.000 Menschen).  Die „Wahrheit-Zauberer“ verwenden, neben vielen anderen Hinweisen, Mikroexpressionen um festzustellen, ob jemand lügt oder nicht. Die Wissenschaftler hoffen, durch das Studium dieser Personen Techniken zum Erkennen von Täuschung identifizieren zu können.

## Sonstiges
- Die US-amerikanische Fernsehserie Lie to Me handelt von einem Team von Täuschungsexperten, die mittels Mikroexpressionen Lügner überführen können.